# Fiseha Gebremariam
Fiseha Gebremariam (14 oktober 1995) is een Ethiopisch wielrenner.

## Carrière
In 2017 won Gebremariam twee etappes in de Tour Meles Zenawi. Daarnaast stond hij twee dagen aan de leiding in het bergklassement, totdat Redwan Ebrahim hem op de laatste dag voorbij ging.

## Overwinningen
2017
2e en 4e etappe Tour Meles Zenawi